# 5833 Peterson
5833 Peterson eller 1991 PQ är en asteroid i huvudbältet som upptäcktes den 5 augusti 1991 av den amerikanske astronomen Henry E. Holt vid Palomarobservatoriet. Den är uppkallad efter Colin A. Peterson.
Asteroiden har en diameter på ungefär 27 kilometer och den tillhör asteroidgruppen Cybele.